# Epidendrum imthurnii
Epidendrum imthurnii är en orkidéart som beskrevs av Henry Nicholas Ridley. Epidendrum imthurnii ingår i släktet Epidendrum och familjen orkidéer. Inga underarter finns listade i Catalogue of Life.